# Ріккі Гедді
Ріккі Гедді (англ. Rikki Gaddie; нар. 2 вересня 1971) — колишня південноафриканська тенісистка.
Найвищу одиночну позицію світового рейтингу — 265 місце досягла 20 вересня 1993, парну — 238 місце — 4 липня 1988 року.

## Фінали ITF

### Парний розряд: 1 (0–1)
| Результат | Дата           | Турнір         | Покриття | Партнерка  | Суперниці                    | Рахунок       |
| --------- | -------------- | -------------- | -------- | ---------- | ---------------------------- | ------------- |
| Поразка   | 24 травня 1992 | Хайфа, Ізраїль | Тверде   | Тоні Гедді | Мішель Андерсон Лімор Зальтц | 6–0, 3–6, 2–6 |